# ペリカン (アラスカ州)
ペリカン（英: Pelican）は、アメリカ合衆国のアラスカ州フーナー・アングーン国勢調査地域にあるチチャゴフ島の北西に位置する市。2020年の国勢調査によれば、人口は98人である。